# Oosterhuizen
Oosterhuizen est un village appartenant à la commune néerlandaise d'Apeldoorn. En 2006, le village comptait 850 habitants.
Oosterhuizen est situé sur le Canal d'Apeldoorn.